# アラン・シアラー
アラン・シアラー（Alan Shearer OBE, 1970年8月13日 - ）は、イングランド・ニューカッスル・アポン・タイン・ゴスフォース出身の元サッカー選手。サッカー指導者。現役時代のポジションはフォワード。1990年代のイングランドを代表するストライカー。イングランド代表ではキャプテンも務めた。
プレミアリーグにおける通算260ゴールは歴代最多記録。

## 来歴
サウサンプトンのユースチームを経て、1987年にトップチームに昇格。デビュー戦となったアーセナル戦でいきなりハットトリックを達成する活躍を見せた。以降、ゲーリー・リネカー引退後のエースストライカーとしてファンの期待を集め、イングランド代表にも招集。1992年2月19日のフランス戦で代表デビューを果たす。同年プレミアリーグに昇格したばかりのブラックバーン・ローヴァーズへ移籍すると、クリス・サットンとの「SAS」（SASとSutton And Shealerをかけた愛称）コンビで1994-95シーズンにクラブを優勝に導くとともに自身も得点王に輝き、このシーズンでリーグ通算100ゴールを達成した。
その後活躍が認められ、ビッグクラブからのオファーが相次いだ（マンチェスターには家まで買っていたという）が、故郷であるニューカッスル・ユナイテッドでプレーすることを決意。自らが尊敬する元代表フォワード、ケビン・キーガンが監督を務めていたことも後押しとなった。ニューカッスル移籍後も順調に活躍し、3年連続プレミアリーグ得点王の快挙を達成した。1996年に地元開催となったEURO1996では、チームはベスト4に終わったものの得点王に輝いているが、イングランドにはポール・ガスコインを筆頭に有能なパサーが揃いゴールするにはもってこいの状況であり、前述の通り3年連続プレミアリーグ得点王だったにも関わらず、1994年9月7日のアメリカ戦で2ゴールを挙げて以降そのEUROの期間中にあたる1996年6月8日のスイス戦まで20試合（期間にして2年近く）もゴールを挙げられずにシアラーパズルと呼ばれる程不振だった為、イングランド代表では通算63試合に出場して30得点しか挙げられなかった。
キャリアの中で度重なる故障に見舞われたが、1998年のフランスW杯ではキャプテンを務め、チームの柱として活躍。2000年、EURO2000を最後に代表を引退したが、長らく代表復帰を望む声が根強かった。
2002年、プレミアリーグ創設10周年を記念して国内最優秀選手に選出。また2004年には、国際サッカー連盟 (FIFA) 創設100周年記念式典でペレが選出した、“偉大なサッカー選手100人” 「FIFA 100」のひとりに選ばれている。
2004-05シーズンでの引退を一度は発表していたが、ファンの強い要望からこれを撤回しもう1シーズンプレーすることを決意。2005-06シーズンはマイケル・オーウェンの加入により、新旧イングランド代表フォワードの2トップを形成した。2006年2月6日のポーツマス戦で、ニューカッスルの往年の名選手、ジャッキー・ミルバーンの持つ同チームでの通算200ゴールの記録を更新（但しミルバーンの記録は第二次大戦中のものが加算されていない）。同年5月11日、本拠地セント・ジェームズ・パークで引退試合が開催され、多くのファンが別れを惜しんだ。
クラブで通算651試合出場283得点。

## エピソード
- 2005-06シーズン後半は前監督のグレアム・スーネスの更迭により、ユース監督のグレン・ローダーと共にニューカッスルの監督代行を務め、最終的にチームをリーグ7位まで引き上げたため、ファンの間には監督就任を望む声もあったが、本人は監督業に携わるには時期尚早であると語っていた（その後、ローダーが正式に監督就任）。
- ニューカッスルの中でも労働者階級の街であるウォールズエンド (Wallsend) の出身で、特徴的なニューカッスル訛りが未だに抜けない。気性の激しさと人なつっこさ、兄貴肌の同居した、まさにジョーディ（ニューカッスルっ子）らしいジョーディと言われる。
- 最後のシーズン、誰もが最終戦まで彼の姿を見たかったはずだが、怪我に悩まされ、シーズン中盤に椎間板ヘルニアの手術のため一時離脱するなど不運に見舞われた。そして4月17日、サンダーランドAFC戦で206ゴール目を決めた直後に、フリオ・アルカによる激しいタックルによって膝の靱帯を負傷。残り3試合を待たず事実上の引退となってしまい、ファンは悲嘆に暮れた。しかし本人は、「それでこそタイン・ウェア・ダービーだ」とむしろすっきりした様子で語っていた。
- ジャッキー・ミルバーンには直接会ったことがない（1980年代に亡くなっている）。しかしその家族とはニューカッスルの試合に招待されるなどして面識があり、またジャッキーの甥に当たるボビー・チャールトンとは交流が深い。
- セルティック（スコットランド）を迎えて行われた引退試合のチケットは数時間で売り切れ、52,000人の超満員だった。試合は2-2で終了かと思われたロスタイム、誰が見ても分かる反則でニューカッスルがペナルティーキックを獲得。副審が選手交替の電光表示板を掲げるまでもなくシアラーが登場し、痛む膝を引きずりながらPKを決めてみせると、満員の大観衆が一斉に立ち上がってシアラーのラスト・ゴールを大いに祝福した。試合後は家族と共に場内を一周。なお、この試合の収入は全て医療関係のチャリティに充てられた。
- オーストラリアのサッカー教室に参加した際に、14歳のゴールキーパー相手に本気でボールを蹴り手首を骨折させた。シアラーは「“こいつはできる。ちょっとプロの実力を思い知らせてやろう”と思ったんだ」と申し訳なさそうに話した。
- 高潔な人間性は広く知られており、殆どファウルは犯さなかった。
- ドイツW杯の準々決勝のイングランド対ポルトガル戦において、リカルド・カルヴァーリョの局部を踏んだウェイン・ルーニーの行為を主審に訴え、ルーニーが退場になるとベンチに向かってウインクをしてみせたクリスティアーノ・ロナウドに大激怒し、「今度ルーニーがマンチェスター・ユナイテッドの練習グラウンドでロナウドと再会したら、彼を一発殴ってもらいたい」と批判した。
- 映画出演は、「シーズンチケット Purely Belter」(2000) 、「GOAL!」(2006)
- 現役時代に空中戦の強さを1つの武器としていたためか、ヘディングが脳に与える悪影響について懸念しており、デイリー・ミラーのインタビューに対し自身の記憶力があまり良くないことを告白し、この問題の更なる研究を望んだ。さらに2017年11月に、テレビ番組の企画で自身が認知症になる可能性があるのか検査を実施したが、このときは脳に異常は見られなかった[2]。

## 個人成績
| クラブ                       | シーズン | リーグ         | リーグ | リーグ | カップ | カップ | リーグカップ | リーグカップ | 国際大会 | 国際大会 | その他 | その他 | 通算 | 通算 |
| クラブ                       | シーズン | ディビジョン   | 出場   | 得点   | 出場   | 得点   | 出場         | 得点         | 出場     | 得点     | 出場   | 得点   | 出場 | 得点 |
| ---------------------------- | -------- | -------------- | ------ | ------ | ------ | ------ | ------------ | ------------ | -------- | -------- | ------ | ------ | ---- | ---- |
| サウサンプトン               | 1987-88  | ディビジョン1  | 5      | 3      | 0      | 0      | 0            | 0            | —        | —        | —      | —      | 5    | 3    |
| サウサンプトン               | 1988-89  | ディビジョン1  | 10     | 0      | 0      | 0      | 0            | 0            | —        | —        | —      | —      | 10   | 0    |
| サウサンプトン               | 1989-90  | ディビジョン1  | 26     | 3      | 3      | 0      | 6            | 2            | —        | —        | —      | —      | 35   | 5    |
| サウサンプトン               | 1990-91  | ディビジョン1  | 36     | 4      | 4      | 2      | 6            | 6            | —        | —        | 2      | 2      | 48   | 14   |
| サウサンプトン               | 1991-92  | ディビジョン1  | 41     | 13     | 7      | 2      | 6            | 3            | —        | —        | 6      | 3      | 60   | 21   |
| サウサンプトン               | 通算     | 通算           | 118    | 23     | 14     | 4      | 18           | 11           | —        | —        | 8      | 5      | 158  | 43   |
| ブラックバーン               | 1992-93  | プレミアリーグ | 21     | 16     | 0      | 0      | 5            | 6            | —        | —        | —      | —      | 26   | 22   |
| ブラックバーン               | 1993-94  | プレミアリーグ | 40     | 31     | 4      | 2      | 4            | 1            | —        | —        | —      | —      | 48   | 34   |
| ブラックバーン               | 1994-95  | プレミアリーグ | 42     | 34     | 2      | 0      | 3            | 2            | 2        | 1        | —      | —      | 49   | 37   |
| ブラックバーン               | 1995-96  | プレミアリーグ | 35     | 31     | 2      | 0      | 4            | 5            | 6        | 1        | 1      | 0      | 48   | 37   |
| ブラックバーン               | 通算     | 通算           | 138    | 112    | 8      | 2      | 16           | 14           | 8        | 2        | 1      | 0      | 171  | 130  |
| ニューカッスル・ユナイテッド | 1996-97  | プレミアリーグ | 31     | 25     | 3      | 1      | 1            | 1            | 4        | 1        | 1      | 0      | 40   | 28   |
| ニューカッスル・ユナイテッド | 1997-98  | プレミアリーグ | 17     | 2      | 6      | 5      | 0            | 0            | 0        | 0        | —      | —      | 23   | 7    |
| ニューカッスル・ユナイテッド | 1998-99  | プレミアリーグ | 30     | 14     | 6      | 5      | 2            | 1            | 2        | 1        | —      | —      | 40   | 21   |
| ニューカッスル・ユナイテッド | 1999-00  | プレミアリーグ | 37     | 23     | 6      | 5      | 1            | 0            | 6        | 2        | —      | —      | 50   | 30   |
| ニューカッスル・ユナイテッド | 2000-01  | プレミアリーグ | 19     | 5      | 0      | 0      | 4            | 2            | —        | —        | —      | —      | 23   | 7    |
| ニューカッスル・ユナイテッド | 2001-02  | プレミアリーグ | 37     | 23     | 5      | 2      | 4            | 2            | 0        | 0        | —      | —      | 46   | 27   |
| ニューカッスル・ユナイテッド | 2002-03  | プレミアリーグ | 35     | 17     | 1      | 1      | 0            | 0            | 12       | 7        | —      | —      | 48   | 25   |
| ニューカッスル・ユナイテッド | 2003-04  | プレミアリーグ | 37     | 22     | 2      | 0      | 1            | 0            | 12       | 6        | —      | —      | 52   | 28   |
| ニューカッスル・ユナイテッド | 2004-05  | プレミアリーグ | 28     | 7      | 4      | 1      | 1            | 0            | 9        | 11       | —      | —      | 42   | 19   |
| ニューカッスル・ユナイテッド | 2005-06  | プレミアリーグ | 32     | 10     | 3      | 1      | 2            | 1            | 4        | 2        | —      | —      | 41   | 14   |
| ニューカッスル・ユナイテッド | 通算     | 通算           | 303    | 148    | 36     | 21     | 16           | 7            | 49       | 30       | 1      | 0      | 405  | 206  |
| 総通算                       | 総通算   | 総通算         | 559    | 283    | 58     | 27     | 50           | 32           | 57       | 32       | 10     | 5      | 734  | 379  |

## 代表歴

### 出場大会
- イングランド代表
  - 1998 FIFAワールドカップ

### 試合数
- 国際Aマッチ 63試合 30得点（1992年-2000年）[3][1]

| イングランド代表 | 国際Aマッチ | 国際Aマッチ |
| 年               | 出場        | 得点        |
| ---------------- | ----------- | ----------- |
| 1992             | 6           | 2           |
| 1993             | 1           | 0           |
| 1994             | 6           | 3           |
| 1995             | 8           | 0           |
| 1996             | 9           | 8           |
| 1997             | 5           | 3           |
| 1998             | 11          | 6           |
| 1999             | 10          | 6           |
| 2000             | 7           | 2           |
| 通算             | 63          | 30          |

## 監督成績
2015年11月28日現在
| クラブ                       | 国               | 就任         | 退任          | 記録 | 記録 | 記録 | 記録 | 記録   |
| クラブ                       | 国               | 就任         | 退任          | 試   | 勝   | 分   | 敗   | 勝率   |
| ---------------------------- | ---------------- | ------------ | ------------- | ---- | ---- | ---- | ---- | ------ |
| ニューカッスル・ユナイテッド | イングランドの旗 | 2009年4月1日 | 2009年5月24日 | 8    | 1    | 2    | 5    | 012.50 |
| 合計                         | 合計             | 合計         | 合計          | 8    | 1    | 2    | 5    | 012.50 |

## 獲得タイトル
ブラックバーン・ローヴァーズFC
- プレミアリーグ優勝：1回 (1994-95)

個人
- FWA年間最優秀選手賞：1回 (1994)
- PFA年間最優秀選手賞：2回 (1994-95, 1996-97)
- プレミアリーグ得点王：3回 (1994-95, 1995-96, 1996-97)
- UEFA欧州選手権得点王 (1996)
- 20世紀の偉大なサッカー選手100人 65位（ワールドサッカー誌選出 1999）
- プレミアリーグ通算得点記録 260点（リーグ歴代通算1位。ただし1992年以前のイングランドリーグ歴代トップディヴィジョン全体では更に上の選手もいる）
- イングランドサッカー殿堂 (2004)
- FIFA 100